# Église Notre-Dame-de-l'Assomption de Fresnoy-en-Chaussée
L'église Notre-Dame-de-l'Assomption de Fresnoy-en-Chaussée est une église catholique située sur le territoire de la commune de Fresnoy-en-Chaussée, dans le département de la Somme, à l'est d'Amiens.

## Historique
L'église paroissiale actuelle de Fresnoy fut construite au XVIe siècle après la période troublée de la guerre de Cent Ans et du conflit franco-bourguignon de la seconde moitié du XVe siècle. Les invasions espagnoles du XVIIe siècle  et leur cortège de destructions entraînèrent une reconstruction partielle de l'édifice au milieu du XVIIIe siècle.
En 1877, Oswald Macqueron réalisa une aquarelle représentant l'église de Fresnoy-en-Chaussée.

## Caractéristiques

### Extérieur
L'église de Fresnoy a été construite en pierre calcaire. Le chœur est la partie la plus ancienne de l'édifice, il date du XVIe siècle et se termine par une abside à trois pans. Les baies de la façade sud sont caractéristiques du style gothique flamboyant avec des remplages à soufflets et mouchettes.
La croisée du transept est surmontée d'un clocher avec toit en flèche recouvert d'ardoise. La nef a vaisseau unique a été reconstruite en 1756. 
La façade occidentale à pignon chantourné est renforcée de deux contreforts et percée d'une baie en plein cintre.

### Intérieur
Le chœur est voûté d'ogives ornées de rinceaux et de clefs de voûte, les nervures retombant sur des colonnettes ou des culots sculptés.
La voûte en berceau de la nef est en bois tout comme celle des bras du transept.
L'intérieur conserve un certain nombre d’œuvres protégées en tant que monuments historiques, au titre d'objet :
- fonts baptismaux en marbre blanc du XVIe siècle[4], avec cuve ronde portée sur une colonne cylindrique ornée d'un décor floral sculpté[5] ;
- statue en bois d'une sainte du début du XVIe siècle[6] ;
- statues de la Vierge et de saint Jean l’Évangéliste au calvaire (XVIe siècle- début XVIIe siècle)[7]  ;
- statue de saint Fiacre en bois (XVIe ou début XVIIe siècle)[8] ;
- maître-autel avec retable et tabernacle (fin XVIIe siècle)[9] ;
- lambris dans le chœur (XVIIIe siècle)[10] ;
- chaire à prêcher (1755)[11].